# Arthroleptis spinalis
Arthroleptis spinalis (Boulenger, 1919) è un anfibio anuro, appartenente alla famiglia degli Artroleptidi.

## Distribuzione e habitat
È endemica della Repubblica Democratica del Congo. Si trova nella penisola di Ubwari, nella Provincia del Kivu Sud.